# Kallukuttam
Kallukuttam é uma panchayat (vila) no distrito de Kanniyakumari, no estado indiano de Tamil Nadu.

## Demografia
Segundo o censo de 2001,  Kallukuttam  tinha uma população de 16,662 habitantes. Os indivíduos do sexo masculino constituem 50% da população e os do sexo feminino 50%. Kallukuttam tem uma taxa de literacia de 81%, superior à média nacional de 59.5%: a literacia no sexo masculino é de 83% e no sexo feminino é de 79%. Em Kallukuttam, 10% da população está abaixo dos 6 anos de idade.